# Mộ Hội đồng Suông
Mộ Hội đồng Suông là một di tích cấp tỉnh, hiện toạ lạc tại khu phố 2, phường An Hòa, thành phố Rạch Giá, tỉnh Kiên Giang, Việt Nam.

## Lịch sử
Khu mộ Hội đồng Suông (còn được gọi là Lăng Hội đồng Suông vì sự bề thế của nó) là tên thường gọi từ trước đến nay, nhưng đây không phải là mộ của Hội đồng Suông, mà do ông làm cho song thân ông. Đó là ông Hà Mỹ Đức và bà Trần Thị Nghĩa Hương.
Hội đồng Suông tên thật Hà Mỹ Suông là người Việt gốc Hoa, quê gốc ở Phúc Kiến (Trung Quốc). Là người rất giàu, tuổi cao, lại không có con, nên ông đã tập trung tiền của khoảng 3.000 lạng vàng lúc bấy giờ để xây mộ cho cha mẹ. Ông đã thuê khoảng 60 người gánh đất suốt 6 tháng đắp nên một quả đồi cao 5 m so với mặt ruộng, và đã mời 2 nhóm thợ (nhóm thợ Trung Quốc và nhóm thợ người Việt) để xây dựng khu mộ. Khu mộ được xây dựng vào năm 1936, đến hai năm sau thì hoàn thành (1938).
Hiện nay, khu mộ đã được xếp hạng là di tích kiến trúc nghệ thuật cấp tỉnh theo Quyết định số 642-QĐ/UB, ngày 27 tháng 3 năm 1998 .

## Kiến trúc
Di tích tọa lạc trên một đồi đất cao 5 m (so với mặt ruộng), diện tích gần 1.000 m², chung quanh là những tán lá cổ thụ xanh um rợp bóng. Công trình bao gồm các hạng mục chính: khu mộ, hòn non bộ, nhà thờ và long đình.
Phần lớn nguyên liệu xây dựng ở đây là những khối đá xanh hoặc trắng rất lớn, nặng hàng tạ, thậm chí cả tấn. Các khối đá được mài dũa cầu kỳ, chạm trổ đẹp mắt, chỉ cần đặt cạnh nhau, xếp vào nhau đã khít rịt, mà không cần phải dùng đến thứ chất kết dính nào . Lược kể một vài hạng mục:
- Tường rào và cổng : Tường bao bọc khu mộ được trang trí những phù điêu bằng cẩm thạch trắng mang phong cách Ý. Các cột đá cũng được trang trí họa tiết đặc sắc như đầu lân, Phật thủ, lá cúc...Cổng vào khu mộ cao 2,8 m, vòm cổng vòng cung, hai mặt đều có hình "lưỡng long triều nguyệt" (mặt trăng ở giữa hai bên là rồng).
- Khu mộ có diện tích 7 x 7 m, nằm ở trung tâm, và có mái che. Thân cả hai ngôi mộ đều được làm bằng đá cẩm thạch trắng, và có chạm khắc hình thú tinh xảo. Nắp mộ được làm bằng phiến đá xanh nguyên khối.
- Hòn non bộ, gồm hai hòn cao lớn được làm bằng đá ong, nằm bên hai ngôi mộ. Nhóm thợ Trung Quốc xây dựng hòn non bộ phía Đông (gọi là Đông Sơn Mộ), nhóm thợ người việt từ Bắc vào xây dựng hòn non bộ phía Tây (gọi là Tây Sơn Mộ).

- Đông Sơn Mộ còn gọi là động Chúa Hòn. Bên ngoài cửa động có hai con sư tử ôm quả cầu trấn giữ. Trên sườn non, tạo tác các hình người và chim thú bằng đá như hình kỳ lân canh giữ núi, cảnh cung điện tráng lệ, cảnh đền thờ thần biển và bức tượng Khương Tử Nha ngồi câu cá...
- Tây Sơn Mộ còn gọi là động Bát Tiên. Ngoài cửa động, có hình hai con rùa đá đội lư hương. Bên trong vòm động là một khối đá đắp hình đèn chùm khá thú vị. Trên sườn động, bày trí cảnh Bát Tiên tri ngộ, cảnh Tề Thiên Đại Thánh cưỡi đại bàng, cùng với những toà lâu đài, chùa chiền nguy nga, tráng lệ. Trên đỉnh núi là tượng Bồ Tát Quan Âm.
- Đền thờ ở phía trong cùng của quần thể lăng mộ, ngăn cách với khu trung tâm lăng mộ bởi khoảnh sân. Đây là một ngôi nhà hai gian ba chái, được xây dựng theo lối kiến trúc kiểu đình chùa truyền thống của người Hoa. Gian giữa là nơi thờ tự. Hai chái dành cho người ở để trông nom, hương khói cho khu mộ. Chánh điện lợp mái ngói uốn cong, bên trên trang trí hoa văn hình rồng và hoa cúc. Vách tường ốp nhiều bức họa khảm sành sứ, miêu tả phong cảnh thiên nhiên và những huyền tích ở Trung Quốc. Giữa chính điện bày một bàn thờ tam cấp. Hai bên tường là hai bức tranh vẽ hình tiên nương với xiêm y rực rỡ, có tiểu đồng theo hầu dâng đào tiên. Đặc biệt, dưới nền nhà là một tầng hầm rộng cả trăm mét vuông, vách tường xây bằng đá, có cửa thông về hướng Tây. Bên trong tầng hầm có những tranh tượng phù điêu miêu tả cảnh thập điện, những cảnh rùng rợn gọi là "đường xuống âm phủ". Năm 1941, tầng hầm này là nơi diễn ra cuộc họp của Tỉnh ủy Hậu Giang, sau đó thành lập Tỉnh ủy Lâm thời Rạch Giá, và trong hai cuộc kháng chiến còn là nơi ẩn náu của một số chiến sĩ cách mạng [4].
- Long đình ở phía sau nhà thờ, là một kiến trúc hai tầng, tám mái uốn cong, diện tích 4 x 3,5 m, cao 4 m, có 14 cột đỡ mái, trang trí hình rồng đắp nổi cuốn quanh cột. Trong long đình, có bàn thờ và bia thờ ghi công đức của người quá cố, viết theo lối chữ thảo [5].